# Ohr (Plattenlabel)
Ohr war ein zwischen 1969 und 1973 aktives deutsches Plattenlabel im Vertrieb der Metronome, das eine Pionierrolle in der Verbreitung des so genannten Krautrocks spielte. Gründer (gemeinsam mit Peter Meisel), maßgeblicher Macher und Produzent war der Musikjournalist und Konzertveranstalter Rolf-Ulrich Kaiser. Einige der wichtigsten national und international bekannten deutschen Rockbands wie zum Beispiel Tangerine Dream, Floh de Cologne, Embryo, Guru Guru und Ash Ra Tempel erhielten ihren ersten Schallplattenvertrag bei Ohr. Insgesamt erschienen 33 Langspielplatten (davon fünf Doppel-LPs) und zwölf 7-Inch-Singles auf dem Ohr-Label. Ab 1973 in Kosmische Kuriere (und später in Kosmische Musik) umbenannt, erschienen unter vertraglich oft ungeklärten Umständen weitere LPs unter der Regie Kaisers.

## Geschichte
In den ausgehenden 1960er Jahren sahen sich viele große Schallplattenfirmen (Major Labels) durch den explosionsartig wachsenden Rockmusik-Markt veranlasst, neue „progressive“ Labels für diesen noch sehr speziellen Markt ins Leben zu rufen (zum Beispiel EMI mit dem Label Harvest Records und Philips mit Vertigo Records, beide 1969). Das Metronome-Label erhielt mit Ohr die Chance, speziell deutsche Gruppen zu vermarkten. Der Kölner Musikjournalist Rolf-Ulrich Kaiser, der bereits 1968 die sehr erfolgreichen „Internationalen Essener Songtage“ mitveranstaltet hatte, griff auf seine hier sowie zuvor beim Burg-Waldeck-Festival gemachten Erfahrungen und Künstler-Kontakte zurück und veröffentlichte nach Produktionsbeginn im Spätjahr 1969 in schneller Folge eine Serie herausragender Schallplatten, deren künstlerischer Wert oft erst Jahre oder Jahrzehnte später erkannt wurde. Chefdesigner des neuen Underground-Labels war der Mainzer Grafiker Reinhard Hippen, den Kaiser ebenfalls seit den Burg-Waldeck-Festivals kannte; als Toningenieur wurde zunächst Dieter Dierks und danach der legendäre Conny Plank verpflichtet.
Viele der Originalausgaben der Ohr-Langspielplatten zählen mittlerweile unter Sammlern zu gesuchten Raritäten.

## Diskografie: DieOhr-Schallplatten in chronologischer Reihenfolge

### Langspielplatten
| Best.-Nr.   | Interpret                  | Titel                                 | VÖ             |
| ----------- | -------------------------- | ------------------------------------- | -------------- |
| OMM 56000   | Floh de Cologne            | Fließbandbabys Beat-Show              | März 1970      |
| OMM 56001   | Limbus 4                   | Mandalas                              | März 1970      |
| OMM 56002   | Bernd Witthüser            | Lieder von Vampiren, Nonnen und Toten | März 1970      |
| OMM 56003   | Embryo                     | Opal                                  | April 1970     |
| OMM 56004   | Tangerine Dream            | Electronic Meditation                 | Juni 1970      |
| OMM 56005   | Guru Guru                  | UFO                                   | Juni 1970      |
| OMM 2/56006 | Various                    | Ohrenschmaus                          | September 1970 |
| OMM 56007   | Annexus Quam               | Osmose                                | September 1970 |
| OMM 56008   | Amon Düül                  | Paradieswärts Düül                    | Januar 1971    |
| OMM 56009   | Roger Bunn                 | Peace of Mind                         | 1971           |
| OMM 56010   | Floh de Cologne            | Rockoper Profitgeier                  | Januar 1971    |
| OMM 56011   | Paul und Limpe Fuchs/Anima | Stürmischer Himmel                    | Januar 1971    |
| OMM 56012   | Tangerine Dream            | Alpha Centauri                        | Januar 1971    |
| OMM 56013   | Ash Ra Tempel              | Ash Ra Tempel                         | März 1971      |
| OMM 56014   | Xhol                       | Hau-RUK                               | März 1971      |
| OMM 56015   | Birth Control              | Operation                             | März 1971      |
| OMM 56016   | Witthüser & Westrupp       | Trips und Träume                      | März 1971      |
| OMM 556017  | Guru Guru                  | Hinten                                | Juli 1971      |
| OMM 2/56018 | Various                    | Mittens Ins Ohr                       |                |
| OMM 556019  | Mythos                     | Mythos                                | Januar 1972    |
| OMM 556020  | Ash Ra Tempel              | Schwingungen                          | März 1972      |
| OMM 2/56021 | Tangerine Dream            | Zeit                                  | Mai 1972       |
| OMM 556022  | Klaus Schulze              | Irrlicht                              | Mai 1972       |
| OMM 556023  | Walpurgis                  | Queen Of Saba                         | Juni 1972      |
| OMM 556024  | Xhol                       | Motherfuckers GmbH & Co. KG           | 1972           |
| OMM 556025  | Birth Control              | Believe In The Pill                   | 1972           |
| OMM 2/56027 | Various                    | Kosmische Musik                       | Juli 1972      |
| OMM 556028  | Annexus Quam               | Beziehungen                           | Juli 1972      |
| OMM 2/56029 | Floh de Cologne            | Lucky Streik Live                     | November 1972  |
| OMM 556030  | Arno Clauss                | An Tante Gertie in Zons am Rhein      | 1972           |
| OMM 556031  | Tangerine Dream            | Atem                                  | Januar 1973    |
| OMM 556032  | Ash Ra Tempel              | Join Inn                              | Januar 1973    |
| OMM 556033  | Floh de Cologne            | Geyer-Symphonie                       | 1973           |

Anmerkung: Die Katalognummer OMM 556026 ist nicht besetzt. Die Aufnahme-/Veröffentlichungsdaten sind so weit wie möglich aus den Büchern von Freeman und Asbjørnsen sowie aus den entsprechenden Jahrgängen der Musikzeitschrift Sounds zusammengestellt.

### Singles
| Best.-Nr. | Interpret            | Titel                                                                                               | VÖ   |
| --------- | -------------------- | --------------------------------------------------------------------------------------------------- | ---- |
| OS 57.000 | Amon Düül            | Eternal Flow / Paramechanical World                                                                 | 1970 |
| OS 57.001 | Floh de Cologne      | St. Pauli, Du mein Loch zur Welt / Bruno-Lied                                                       | 1970 |
| OS 57.002 | Witthüser & Westrupp | Einst kommt die Nacht / Wer schwimmt dort (Flipper)                                                 | 1970 |
| OS 57.003 | Birth Control        | Hope / Rollin’                                                                                      | 1970 |
| OS 57.004 | Witthüser & Westrupp | Nimm einen Joint / Lasst uns auf die Reise gehen                                                    | 1971 |
| OS 57.005 | Birth Control        | The Work Is Done / Flesh And Blood                                                                  | 1971 |
| OS 57.006 | Tangerine Dream      | Ultima Thule                                                                                        | 1971 |
| OS 57.007 | Birth Control        | What’s Your Name / Believe In The Pill                                                              | 1972 |
| OS 57.008 | Golgatha             | Dies Irae / Children’s Game                                                                         | 1972 |
| OS 57.009 | Floh de Cologne      | Emil in Erkenschwick / Zahlen mußt Du                                                               | 1972 |
| OS 57.011 | Arno Clauss          | Karlchen oder So kann das nicht weitergeh’n/ Manchen Leuten möchte ich gerne in die Fresse schlagen |      |
| OS 57.012 | Floh de Cologne      | Der Löwenthaler / Bayerisches Heimatlied (mit Dieter Süverkrüp)                                     | 1973 |

Anmerkung: Die Katalognummer OS 57.010 wurde nie veröffentlicht.